# Martin Tranmæl
Martin Olsen Tranmæl, född 27 juni 1879 i Melhus, död 1 juli 1967 i Oslo, var en norsk radikal socialistisk politiker. Under andra världskriget levde han i exil i Sverige.

## Biografi
År 1896 blev Tranmæl medlem i en fackförening och 1899 var han en av grundarna av tidningen Ny Tid i Trondheim som blev partiorgan för Arbeiderpartiet. Tranmæl arbetade före första världskriget i USA, bland annat som målare. Även om han var aktiv i reformistiska American Federation of Labor (AFL) deltog han vid det syndikalistiska Industrial Workers of the Worlds grundande, vars idéer om självstyre, arbetarmakt och generalstrejk han under lång tid fortsatte att påverkas av.
Efter hemkomsten till Norge engagerade han sig åter i Arbeiderpartiet och blev ledare för partiets vänsterflygel. Tranmæl förordade anslutningen till Komintern men också utträdet 1923 varpå Arbeiderpartiet anslöt sig till socialdemokratin. Tranmæl satt i Stortinget 1925-1927 och satt med i Norska Nobelkommittén 1938-1963. Tranmæl har också blivit känd för sitt stöd till Willy Brandt då denne var politisk flykting i Norge och Sverige.